# Lino Straulino
Lino Straulino (Sutrio, 9 marzo 1961) è un musicista italiano di lingua friulana.
Originario della Carnia, è inoltre cantautore, compositore, chitarrista e polistrumentista.
Musicista folk, Lino è stato fin dall'inizio degli anni novanta uno dei maggiori esponenti della Gnove Musiche Furlane (Nuova Musica Friulana), una corrente musicale sviluppatasi in quel periodo in Friuli e caratterizzata dall'utilizzo del Friulano come veicolo di espressione in un contesto nuovo, in cui la lingua viene sperimentata su generi musicali diversi e non indigeni, quali il folk blues, il neo-folk, la pachanga, il rap, l'hip-hop, il metal, il punk rock ed altri generi commerciali.
Ha vinto il premio Merit Furlan 2021.

## Biografia

### Gli esordi
Il suo interesse per la musica, manifestatosi fin da giovane età, prende vita attorno ai 14 anni, quando lo strumento di preferenza diviene la chitarra acustica, dopo un inizio dedicato al pianoforte.
Quasi completamente autodidatta, Lino comincia ben presto ad estrapolare un proprio stile folk ed una tecnica di fingerpicking unica e riconoscibile, derivante dall'ascolto dei grandi esponenti della musica internazionale ed italiana quali Neil Young, Bob Dylan, Bert Jansch, John Renbourn, Nick Drake, Angelo Branduardi e diversi altri, unito all'amore profondo sia per la musica tradizionale che per la lingua Friulana, un interesse che lo accompagnerà, immutato, lungo tutta la carriera di cantautore. 
Il suo legame con la cultura della Carnia per parte di padre e del basso Friuli per parte di madre, gli permetterà di esplorare ed apprezzare a fondo le caratteristiche musicali regionali in toto, facendo della propria lingua di nascita lo strumento comunicativo di preferenza quasi assoluto.
Lino comincia a scrivere canzoni verso i diciassette anni, sul finire degli anni settanta, esibendosi in contemporanea in numerosi locali carnici e, a partire dai primi anni ottanta, inizia a combinare l'attività di musicista con la professione di maestro elementare nelle scuole della Carnia.
Nel 1983 esce il suo primo album in musicassetta, Lino e Olga, per l'etichetta locale di Nimis AVF, con la partecipazione, appunto, della sorella Olga ai vocals.
Nel 1987 comincia a collaborare con il gruppo La Sedon Salvadie come chitarrista e cantante, curando gli arrangiamenti del disco Salustri.

### Gli anni novanta e l'ascesa
Nel 1990, dopo avere lasciato La Sedon Salvadie, pubblica la sua prima musicassetta autoprodotta, su etichetta Karnia Records, intitolata La Farie, musicando i testi del poeta friulano Emilio Nardini, poi rivisitati nel 2005 nell'album Al Soreli. Questo suo interesse per la poesia friulana continua nel tempo, con la produzione del cd Lino Straulino cjante Ermes, in cui mette in musica i testi del poeta seicentesco Ermes di Colloredo e successivamente nella collaborazione con il poeta Maurizio Mattiuzza nel progetto musicale Tiere Nere, del 2001.
Risale ai primi anni novanta l'inizio della sua collaborazione col produttore ed etnomusicologo Valter Colle, proprietario dell'etichetta musicale Nota, sulla quale verranno pubblicati in futuro la maggior parte dei suoi album: è durante questo periodo che vedono la luce opere di intensità, mistero e carica introspettiva ed onirica marcate quali Spin, I dis (il cui design di copertina in cassetta differisce da quello realizzato in cd) e Cjaule Male, album eterogenei musicalmente, ma accomunati dalla voglia di sperimentare e raggiungere nuovi orizzonti tramite l'utilizzo della lingua Friulana.
Da sottolineare come, desiderando ottenere un preciso stile proprio e definito, Lino deciderà di suonare tutti gli strumenti presenti nell'album Spin, dalla chitarra ai flauti alle percussioni.
Negli anni successivi seguirà una grande quantità di lavori, cantati principalmente in lingua Friulana, ma dando spazio anche a quella Italiana, sia come solista sia in progetti con altri musicisti.
Dal 1992 al 1995 dà vita al gruppo Fale curte con Lorenzo Bianchi Quota, Gianni Cattaino, Bruno Cimenti e Franco Stocco, in cui vengono cantati pezzi di Lino in un esperimento di crossover, facendo di loro il primo gruppo carnico a cantare musica rock in Friulano, mentre nel 1998 vede la luce il progetto Víctor Jara, un puente para la memoria, in collaborazione con l'associazione dei desaparecidos argentini Vientos del Sur, riarrangiando in Friulano i testi di Jara.
Da non dimenticare le collaborazioni di Lino con il gruppo friulano Mitili FLK, ai quali accompagnerà la sua chitarra in diverse occasioni e con il cantautore Aldo Giavitto.

### Gli anni 2000
Nel 2005, con il contributo dell'amico e componente de La Sedon Salvadie Andrea Del Favero, direttore artistico di Folkest, nasce il progetto Tischlbong, un personale omaggio alla lingua e cultura del paese di Timau in Carnia: è del 2009 invece il debutto del gruppo La Munglesa, nato da un'idea di Lino ma reso possibile grazie alla partecipazione delle musiciste Elisabetta Boiti, Gabriella Gabrielli ed Antonella Macchion, dove vengono riarrangiate in chiave medievale diverse ballate piemontesi tradizionali, utilizzando strumenti insoliti quali la ghironda.
Da ricordare, inoltre, la collaborazione con gli amici e musicisti Stefano Fedele e Loris Vescovo, che formeranno con Lino un trio di ispirazione west coast, a tratti accompagnati anche dalla musicista Priska Benelli, per cui Lino scriverà i testi dell'album di debutto.
I progetti solisti in lingua italiana, Cuinto Cuadrante e L'ultima frontiera, usciti nel 2000, sono stati commercializzati esclusivamente in poche copie demo, autoprodotte su etichetta Eremit.

### Produzioni ed attività recenti
Nel 2009 Lino partecipa al Liet International, festival europeo della canzone in lingua minoritaria, aggiudicandosi il terzo posto con la canzone Doman.
Nelle sue composizioni Lino trae ispirazione dalla musica tradizionale della Carnia, contaminandola con diversi generi musicali, dal folk inglese al west coast americano, fino a riarrangiare in chiave blues alcune delle più famose villotte friulane ne L'alegrie, pubblicato nel 2010: per l'occasione Lino metterà da parte l'amata chitarra per lasciare il posto al suono del banjitar (o chitarra-banjo) e dell'armonica blues. Strumento, quest'ultimo, che ha da sempre accompagnato molti dei suoi arrangiamenti, così come i flauti tipici della tradizione friulana (o sivilots, tradizionalmente ricavati dai rami cavi del sambuco), il violino, l'armonica diatonica, il glockenspiel, il tin whistle e le percussioni.
Le sue produzioni intitolate Fur dai dincj e Baruc sono caratterizzate da un senso di protesta e ribellione contro lo status quo e costituiscono un'ulteriore testimonianza dell'eclettismo di questo artista.
Il libro-cd pubblicato nel maggio 2012 ed intitolato Mosaic, contiene un libretto introduttivo a cura dello scrittore Giorgio Olmoti: si tratta di una raccolta di 'best', accompagnata da un brano inedito intitolato Orion e registrata dal vivo presso l'Auditorium della Radio - Televisione della Svizzera Italiana.
È del giugno 2013 il suo primo progetto realizzato in vinile edizione limitata ed autoprodotto su etichetta indipendente Cormorest, dal titolo Gorai. L'album è caratterizzato da un utilizzo di tecniche proprie dell'industria discografica degli anni sessanta-settanta, includendo una registrazione completamente analogica (realizzata presso gli studi AVF di Nimis, così come 30 anni prima lo era stato l'album Lino e Olga) e l'impiego esclusivo di strumenti vintage, con disegno e grafica di copertina interamente a cura dello stesso Lino: il cd, di pubblicazione successiva, è stato stampato anche privatamente in poche copie, oltreché su Nota records. Questo album sancisce probabilmente la fine di un periodo musicale, per ammissione dello stesso cantautore, il quale si trova ora focalizzato nello sviluppo di nuovi orizzonti per la musica Friulana, maggiormente collegati alla tradizione locale, piuttosto che soggetti alla contaminazione con generi tradizionali non indigeni. Continua comunque la fervente vena produttiva di Straulino, trovando nuovi sbocchi nella composizione di canzoni in Inglese, di prossima pubblicazione.
Prosegue nel 2014 la pubblicazione di altri due album su vinile, realizzati con la stessa tecnica impiegata per la produzione di Gorai: esce in gennaio il progetto Mutual Agreement, di ispirazione rock progressiva con testi in Inglese e con la collaborazione dei musicisti Lorenzo Bianchi Quota, Andrea Fontana, Paolo Mattotti e Gianfranco Lugano, successivamente proposto anche in versione cd su etichetta Nota. La surreale copertina, ideata dallo stesso Straulino, ritrae una vecchia carrozzina quasi sospesa sulla sponda di un fiume a Timau, in Carnia. 
Esce invece in marzo l'album Bar Italia, con testi in Italiano. Sono queste canzoni che il cantautore aveva già composto negli anni ottanta, ma che non erano ancora mai state pubblicate. Anche questa copertina viene realizzata dal cantautore e ritrae il vecchio bar Italia nella sua nativa Sutrio, dove Straulino trascorreva molte delle sue serate suonando, fra le altre, anche queste canzoni. Questo vinile, come gli altri, viene proposto nella versione cd su etichetta Nota.

#### Progetti attuali
Lino si trova attualmente concentrato nello studio ed arrangiamento dei canti tradizionali friulani (o villotte), nel tentativo di poter riscoprire le armonie da tempo dimenticate di questa regione e, basandosi sulla loro struttura e melodia, ricreare un genere tipico e riconoscibile puramente friulano. Il suo spettacolo itinerante Vile, vilans e vilotis, con la partecipazione di Stefano Montello del gruppo musicale Mitili FLK, tenta, con la sua ricerca mista ad un'interpretazione fattuale, di ritrovare appunto le origini perdute del canto friulano, avvalendosi dell'accompagnamento sia di strumenti tradizionali ricreati dallo stesso Lino, quali il bugul (strumento monocordo rudimentale ricavato da una zucca essiccata) e il tamburo altoadriatico, così come di strumenti appartenenti al folklore friulano (la scrazzule o raganella) ed europeo (il citterne o cister, strumento rinascimentale a dieci corde).
Un nuovo filone di canzoni scritte in Inglese trova ora inoltre posto accanto al progetto sulla musica tradizionale: riallacciandosi allo stile folk-blues, Straulino compone nel corso del 2013 una trentina di canzoni inedite che proporrà durante diverse serate sotto lo pseudonimo di Straw Lee No (trascrizione fonetica del proprio cognome). L'album che ne nascera', Many sides of Straw Lee No, sempre prodotto su vinile nello stile dei precedenti, rispecchierà l'influenza che la lingua Inglese ha avuto in questo musicista negli ultimi anni, dovuta principalmente alla collaborazione con diversi artisti anglosassoni.

## Discografia

### Album da solista o in collaborazione con altri artisti
- 1983 - Ogni omp - (Ogni uomo), uscito in cassetta e ristampato successivamente in cd col titolo "Lino Straulino...1983".
- 1990 - La Farie - (La Fucina), su testi del poeta del primo '900 Emilio Nardini, uscito in cassetta.
- 1994 - Fale Curte - (Dacci un taglio), uscito in cassetta.
- 1995 - Spin - (Spina), uscito in cassetta e cd.
- 1997 - I dîs - (I giorni), ultimo album ad uscire in cassetta e con design diverso dal cd, che verrà stampato solo successivamente.
- 1997 - Cjaule Male - (Cjaule Male, il nome di una località di Sutrio)
- 1997 - Lino Straulino cjante Ermes - (Lino Straulino canta Ermes), su testi del poeta seicentesco Ermes Di Colloredo
- 1998 - Tor atôr - (Tutt'intorno)
- 1998 - Victor Jara - un puente para la memoria
- 1999 - Sintetiche, sincretiche, sinaptiche - (Sintetico, sincretico, sinaptico), con il gruppo friulano Mitili FLK
- 2000 - Doi - (Due), con Aldo Giavitto
- 2000 - Cuinto Cuadrante - (In Italiano)
- 2000 - L'ultima frontiera - (In Italiano)
- 2001 - Tiere Nere - (Terra Nera), su testi del poeta Maurizio Mattiuzza
- 2003 - Blu
- 2004 - La bella che dormiva, In Italiano, riarrangiando canti tradizionali dell'area veneta
- 2005 - Al soreli - (Al Sole), rivisitazione de La Farie
- 2005 - Tischlbong, In collaborazione con Andrea Del Favero, un omaggio alla cultura e lingua del paese di Timau in Carnia
- 2007 - Fur dai dincj - (Fuori dai denti)
- 2008 - Straulino, Fedele, Vescovo, con Stefano Fedele e Loris Vescovo
- 2008 - Baruc
- 2009 - La Munglesa, in Piemontese, riarrangiando canti tradizionali
- 2010 - L'Alegrie - (L'allegria)
- 2012 - Mosaic - (Mosaico)
- 2013 - Gorai - (Perle), il primo album del musicista ad essere stato realizzato in vinile (tiratura limitata) ed autoprodotto su etichetta Cormorest, poi proposto in cd sia su etichetta Nota che in poche copie prodotte privatamente.
- 2014 - Mutual Agreement, un secondo album, questa volta di rock progressivo, realizzato in vinile a tiratura limitata Cormorest, con testi in Inglese. Straulino suona nel gruppo, chiamato anch'esso Mutual Agreement, assieme a: Lorenzo Bianchi-Quota, Andrea Fontana, Paolo Mattotti e Gianfranco Lugano. Successivamente proposto anche in versione cd su etichetta Nota.
- 2014 - Bar Italia, un terzo album su vinile in tiratura limitata Cormorest e su cd etichetta Nota, che propone canzoni in Italiano scritte da Straulino a partire dai primi anni ottanta.
- 2015 - Many Sides Of Straw Lee No, il quarto album su vinile, con canzoni in Inglese, prodotto su etichetta Cormorest e pubblicato sotto lo pseudonimo di Straw Lee No. È il suo primo lavoro reso disponibile anche su iTunes.

### Brani presenti in altre raccolte
- 1987 - Premi Friul - Raccolta in vinile per Radio Onde Furlane
- 2000 - Dulinvie - 3 brani all'interno di una raccolta comprendente Giavitto, Maieron e Zampa per l'etichetta Suns
- 2002 - Friulan traditional music - Raccolta realizzata da Folkest
- 2003 - 1000 papaveri rossi - Raccolta-tributo a Fabrizio De André
- 2003 - Liocorno: note d'autore - Raccolta dal vivo per l'Associazione Culturale 'Liocorno'
- 2004 - Canzoni di confine - Con l'orchestra di Valter Sivilotti
- 2013 - Folk and peace - Raccolta postuma di Alberto Cesa
- 2013 - Suns - Antologia della Gnove Musiche Furlane, a cura di Valter Colle